# 성전환 (젠더)
성전환(性轉換, transitioning, 문화어: 성달라지기)은 자기 몸이나 성역할을 다른 젠더로 바꾸는 것을 말한다. 트랜스젠더들이 한다.

## 용어
성전환
성전환 수술(SRS)과 혼동되지만 성전환 수술은 성전환에 포함되는 한 가지 요소이다. 성전환 수술이 외과적 절차인 반면 전환은 보다 전체론적이며 일반적으로 신체적, 심리적, 사회적 및 감정적 변화를 포함하기 때문에, 수술이나 호르몬 요법을 받지 않고도 외양을 바꾸는 것 또한 성전환에 포함된다. 일부 트랜스젠더 및 논바이너리들은 바이너리 트랜스젠더들이 자신의 몸을 바꾸기 위해 시행하는 수술을 받을 의향이 없어도, 외양을 중성적으로 바꾸는 등 다른 방식으로 성전환을 시행하기도 한다.
패싱
사회적으로 자신의 성 정체성과 일치하는 성별으로 인식되고 받아들여지는 것을 의미한다. 이것은 성전환의 한 측면일 수 있지만 일부 트랜스젠더는 의도적으로 패싱을 시도하지 않기도 한다. 패싱이 잘 되지 않으면 미스젠더링 등 다양한 부정적인 결과를 초래할 수 있기 때문에 많은 트랜스젠더들이 적절하게 패싱이 되는 신체를 원하고, 이를 위해 성전환 치료나 호르몬 치료를 한다.
탈성전환, 탈트랜지션
개인의 젠더 표현 및 성별 특성을 다시 지정된 성별에 맞게 변경하는 과정이다.

## 같이 보기
- 성전환증 (Transsexualism)
- 커밍아웃
- 성전환 수술
- 성전환 치료